# آلن ریوز (بازیکن فوتبال)
آلن ریوز (انگلیسی: Alan Reeves؛ زادهٔ ۱۹ نوامبر ۱۹۶۷) بازیکن فوتبال اهل بریتانیا است.
از باشگاه‌هایی که در آن بازی کرده‌است می‌توان به باشگاه فوتبال سوئیندون تاون، باشگاه فوتبال گیلینگام، باشگاه فوتبال روچدیل، باشگاه فوتبال نوریچ سیتی، و باشگاه فوتبال ویمبلدون اشاره کرد.